# Drapelul Bermudei

Proporția drapelului: 1:2
Drapelul Bermudei.